# Funiculaire de Montmartre
Vous lisez un « bon article » labellisé en 2008.
Pour les articles homonymes, voir Montmartre (homonymie).
Le funiculaire de Montmartre est depuis 1991 un ascenseur incliné automatique situé dans le 18e arrondissement de Paris (France), comprenant deux cabines permettant de monter au sommet de la butte Montmartre et d'accéder ainsi à la basilique du Sacré-Cœur sans devoir emprunter l'escalier de 222 marches. Ouvert en juillet 1900, il a été entièrement rénové en 1935 puis transformé en 1991. Long de 108 mètres, il gravit les 36 mètres de dénivelée en moins d'une minute trente. Géré par la RATP, l'opérateur des transports en commun parisiens, il a transporté un peu plus d'1,5 million de voyageurs en 2021.

## Caractéristiques

### Généralités

Profil du funiculaire.

Ouvert sept jours sur sept de 6 h à 0 h 45, il transporte majoritairement des touristes, des pèlerins en route pour le Sacré-Cœur ainsi que des Parisiens ou des amateurs de l'ambiance de la place du Tertre.
Depuis 2013, le trafic a été le suivant :
| Année | Trafic annuel | Moyenne journalière | Réf.  |
| ----- | ------------- | ------------------- | ----- |
| 2013  | 3 152 786     | 8 638               | [ 1 ] |
| 2014  | 3 596 114     | 9 852               | [ 2 ] |
| 2015  | 3 299 668     | 9 040               | [ 3 ] |
| 2016  | 2 850 830     | 7 789               | [ 4 ] |
| 2017  | 3 340 170     | 9 151               | [ 5 ] |
| 2018  | 3 415 784     | 9 358               | [ 6 ] |
| 2019  | 3 400 474     | 9 316               | [ 7 ] |
| 2020  | 843 984       | 2 306               | [ 8 ] |
| 2021  | 1 528 671     | 4 188               | [ 9 ] |

Implanté entre les places Saint-Pierre et Suzanne-Valadon pour la station basse, et la rue du Cardinal-Dubois pour la station haute, il longe la rue Foyatier qui n'est en fait constituée que d'un escalier de plus de deux-cent-vingt marches avec paliers.
Construite par Akros (société reprise par Pomagalski), la nouvelle installation mise en service le 1er juin 1991 est formée de deux cabines indépendantes offrant soixante places. Sa capacité est de 1 300 personnes par heure et par voie,.
Il gravit les trente-six mètres de dénivelée (pour une longueur de cent-huit mètres) en moins d'une minute trente. Le funiculaire est équipé d'une voie double à l'écartement standard de 1,435 mètre et la rampe atteint 35,2 %.
Les stations à l'architecture transparente sont dues à l'architecte François Deslaugiers, tandis que les cabines nouvelles, qui se caractérisent par l'importance des parties vitrées, ont été dessinées par le stylicien Roger Tallon, qui a également dessiné les rames du TGV Atlantique et les rames de métro sur pneumatiques MP 89. Le toit des cabines est en partie vitré, ce qui permet d'admirer au cours du trajet la basilique de Montmartre ou le panorama offert sur Paris.
Les câbles sont fournis par la société française Montagne et Neige Développement (MND),.

### Ascenseur incliné

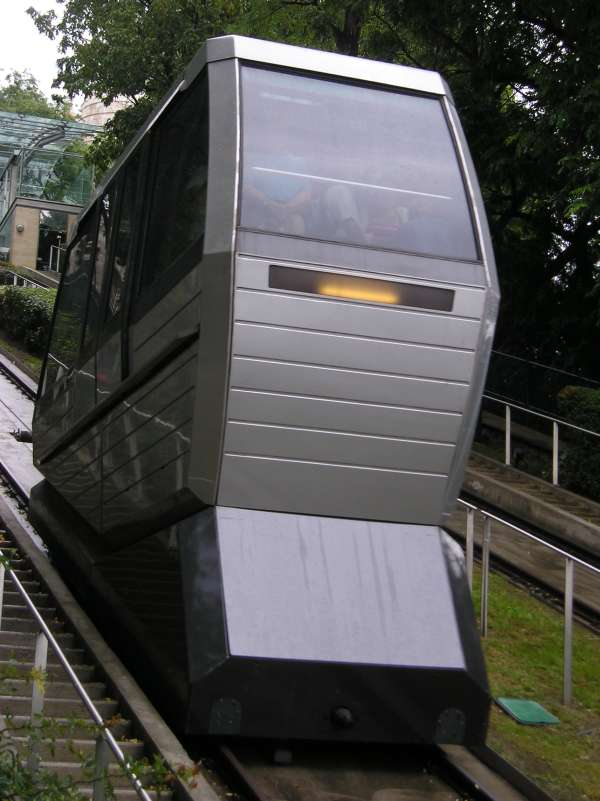
Une cabine du funiculaire.

L'installation est dérivée de la technologie des ascenseurs. Chacune des deux cabines, mue par un treuil et un ensemble de câbles indépendants, peut fonctionner de manière autonome. Le trafic peut donc être maintenu en cas d'immobilisation de l'une d'elles pour la maintenance. En cas d'affluence, il est aussi possible de faire remonter les deux cabines simultanément, le flux de voyageurs étant généralement plus faible en descente.
Pour cette raison et par le fait qu'il est exploité sans cabinier dans les véhicules en disposant de toute l'électronique autorisant un fonctionnement automatique, l'appareil est désormais administrativement considéré comme deux lignes d'ascenseurs inclinés parallèles et n'a pas nécessité de respecter la législation relative aux remontées mécaniques, et aux funiculaires en particulier.

## Historique

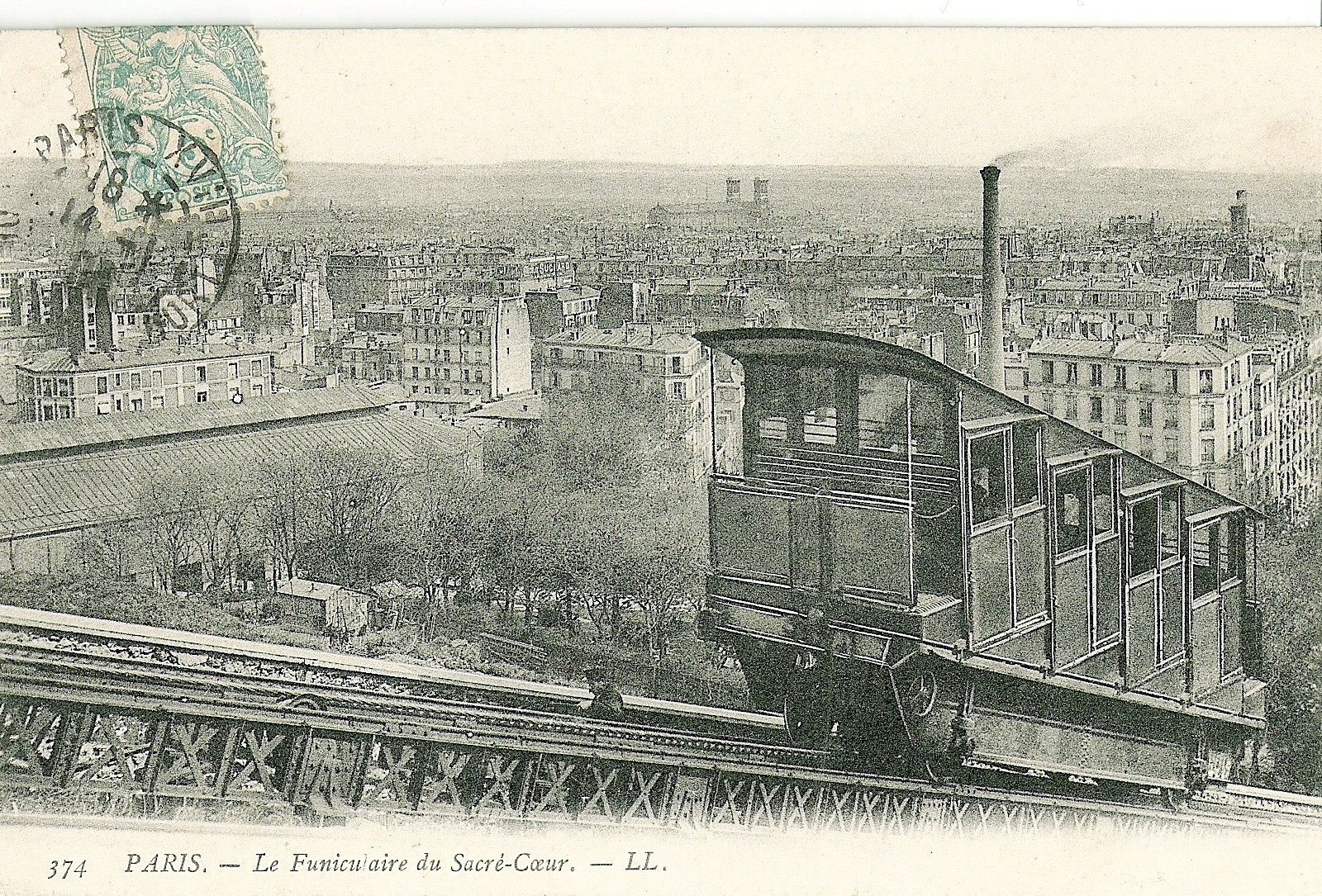
Le premier funiculaire de Montmartre (funiculaire à eau).

### Chronologie
- 5 juin 1891 : décision de la création d'un funiculaire à Montmartre.
- 12 ou 13 juillet 1900 : inauguration du premier funiculaire à eau.
- 1er novembre 1931 : arrêt du funiculaire à eau.
- 2 février 1935 : ouverture du funiculaire électrique.
- 1er octobre 1990 : arrêt du funiculaire pour la seconde rénovation.
- 5 octobre 1991 : mise en service du funiculaire actuel.
- 7 décembre 2006 : accident lors d'un test de freinage en charge sans voyageurs.

### 1891: les origines
La construction du funiculaire de Montmartre est décidée par le conseil municipal de Paris en 1891, afin de desservir la basilique du Sacré-Cœur, construite au sommet de la butte-témoin de Montmartre et inaugurée le 5 juin 1891. Selon le projet initialement retenu, le funiculaire aurait dû utiliser une traction électrique et son tracé aurait dû être beaucoup plus long, desservant six stations en plus des deux terminus ; il sera finalement beaucoup plus modeste avec seulement deux stations terminus et utilisera la technique du funiculaire à contrepoids d'eau comme force motrice.
La mise en service du funiculaire a lieu le 12 juillet ou le 13 juillet 1900 selon les sources, et son exploitation est confiée aux établissements Decauville par une concession qui prend fin en 1931. Cependant, n'ayant pu obtenir l'autorisation préfectorale nécessaire pour circuler, le funiculaire est fermé du 24 novembre 1900 au 22 mars 1901.
Le funiculaire possède deux voies à écartement standard munies d'une crémaillère Strub employée pour le freinage. Craignant l'instabilité du terrain, les voies sont supportées par des longrines en cornières métalliques entretoisées, appuyées sur des socles de béton,.
Le système est actionné par deux cuves étanches d'une capacité de cinq mètres cubes d'eau situées sous le plancher de chacune des cabines. La cuve d'une cabine est remplie à la station haute ce qui permet sa descente par effet de gravité avec le poids cumulé des voyageurs et de l'eau, entraînant dans la montée la cabine opposée. Une machinerie à vapeur située à la station basse actionne des pompes refoulant l'eau à la station haute. Les cabines ont une capacité de quarante-huit passagers répartis en quatre compartiments fermés disposés en escalier, les deux plates-formes d'extrémité étant réservées au conducteur (serre-frein). Elles sont retenues par un système de freinage établi sur la crémaillère. Ce système transporte un million de voyageurs par an durant une trentaine d'années.

Au début des années 1900
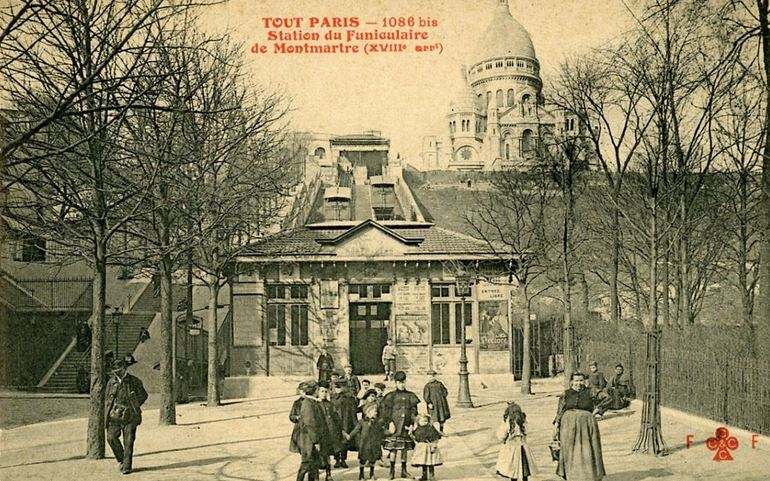
Entrée du funiculaire.
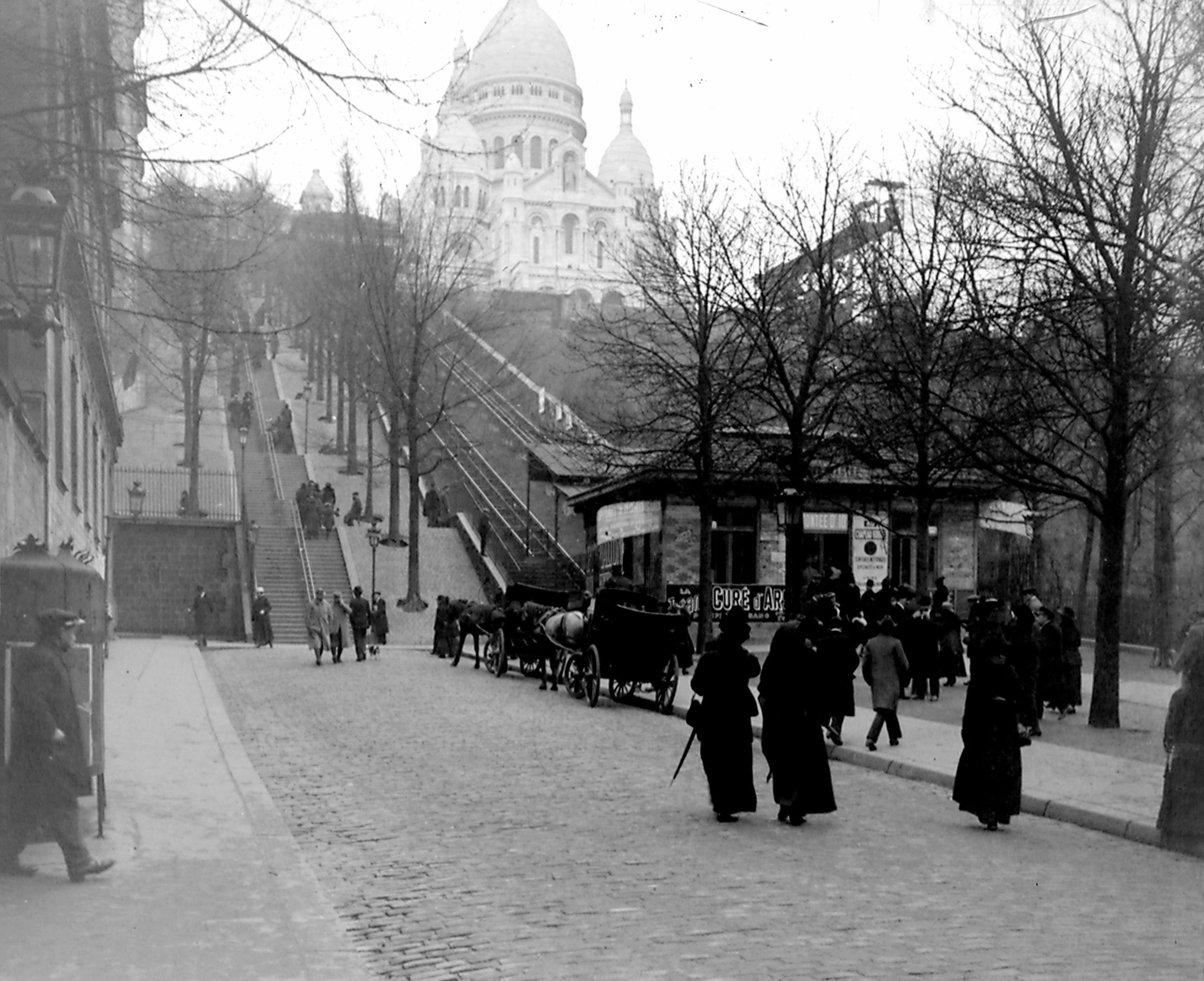
Le funiculaire pendant la Première Guerre mondiale.
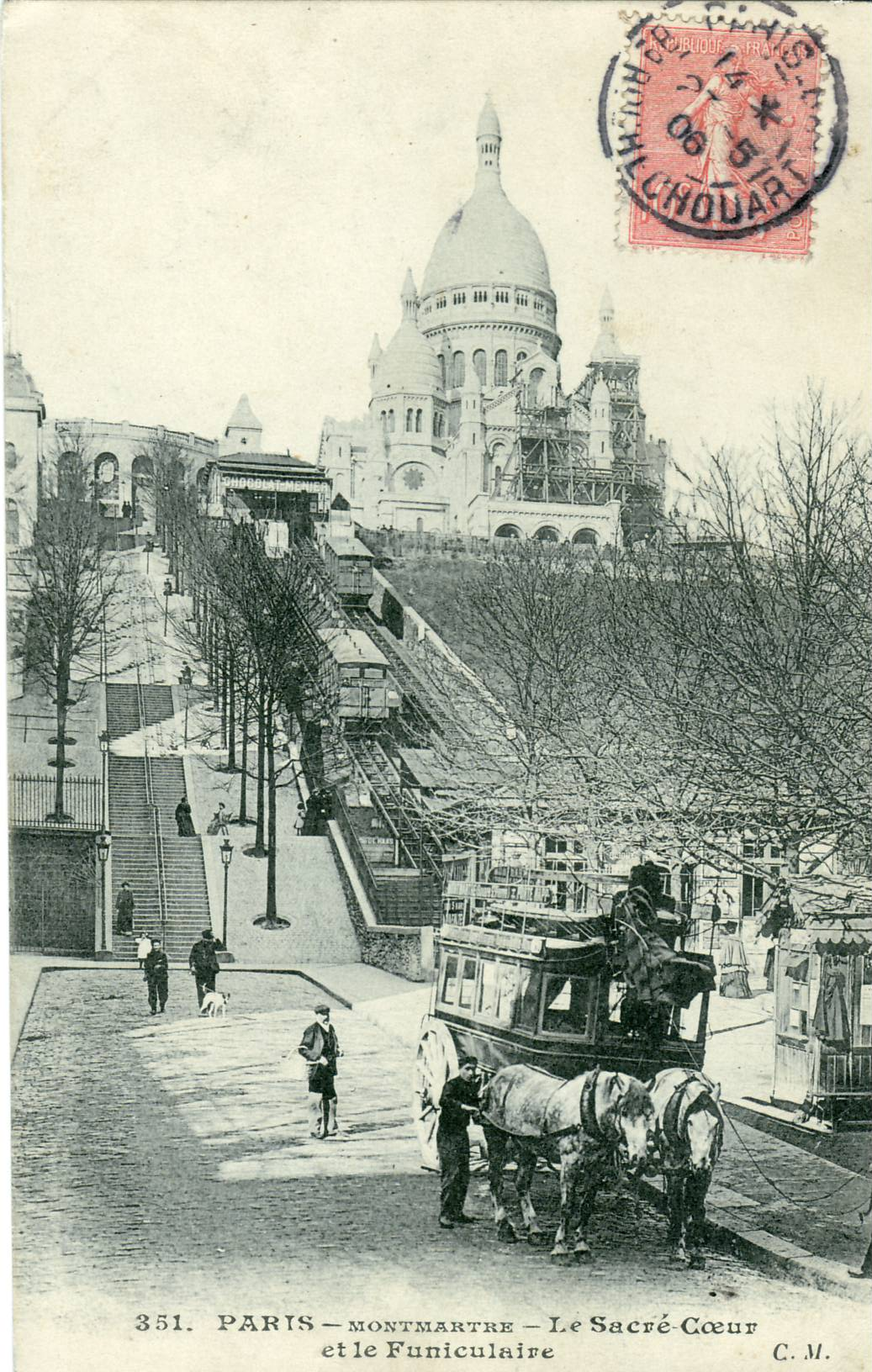
Funiculaire vers 1906.
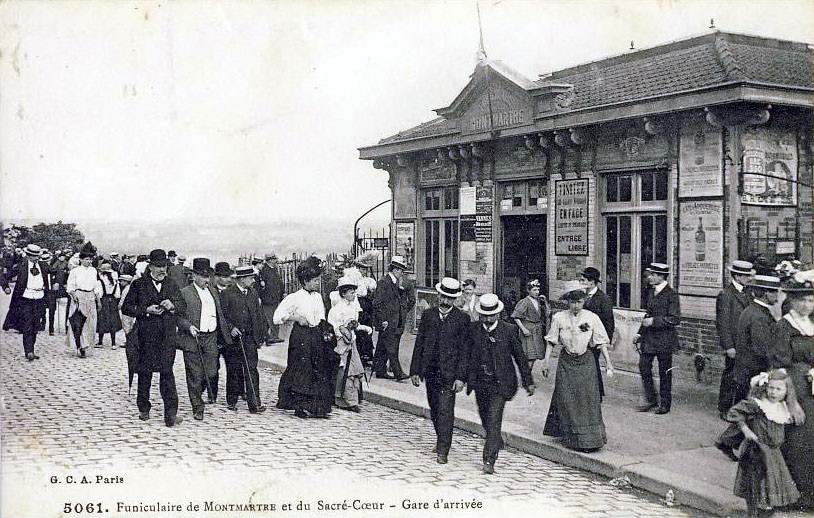
Gare d'arrivée.

### 1935: première rénovation
À l'échéance de la concession, la ville de Paris et le département de la Seine chargent la société des transports en commun de la région parisienne (STCRP) d'exploiter et de moderniser les infrastructures. Le système de freinage sur crémaillère est jugé trop dangereux et le système initial est alors abandonné ; l'exploitation cesse le 1er novembre 1931. La STCRP met alors en place une ligne d'autobus nommée BB exploitée avec de petits autobus Renault KX1 en remplacement.
Le système de funiculaire à eau est remplacé par deux cabines fonctionnant à l'électricité et l'exploitation reprend le 2 février 1935 après plus de trois ans d'interruption. La traction est assurée par un treuil actionné par un moteur électrique de cinquante chevaux, qui permet aux cabines d'une capacité de cinquante personnes d'effectuer le parcours en soixante-dix secondes, soit une vitesse de deux mètres par seconde. Celles-ci ne sont plus disposées en escalier mais composées d'un unique compartiment à plancher horizontal. Enfin le freinage est dorénavant assuré par des freins à mâchoire agissant sur les rails de roulement.
Après la Libération, la STCRP est nationalisée avec la CMP pour former la RATP, qui exploite donc le funiculaire.
En 1955, la ligne est en service de 7 h à 21 h en hiver et jusqu'à 23 h en été, la perception du billet se fait à l'entrée en station par l'oblitération d'un ticket d'autobus. En 1962, le funiculaire transporte 1,6 million de voyageurs et l'exploitation cesse durant quelques semaines pour une nouvelle rénovation. La réouverture a lieu sous la neige en présence des poulbots et du président de la République de Montmartre, Émile Kerambrun. En 1988, le cap des deux millions de voyageurs est dépassé.

En 1963
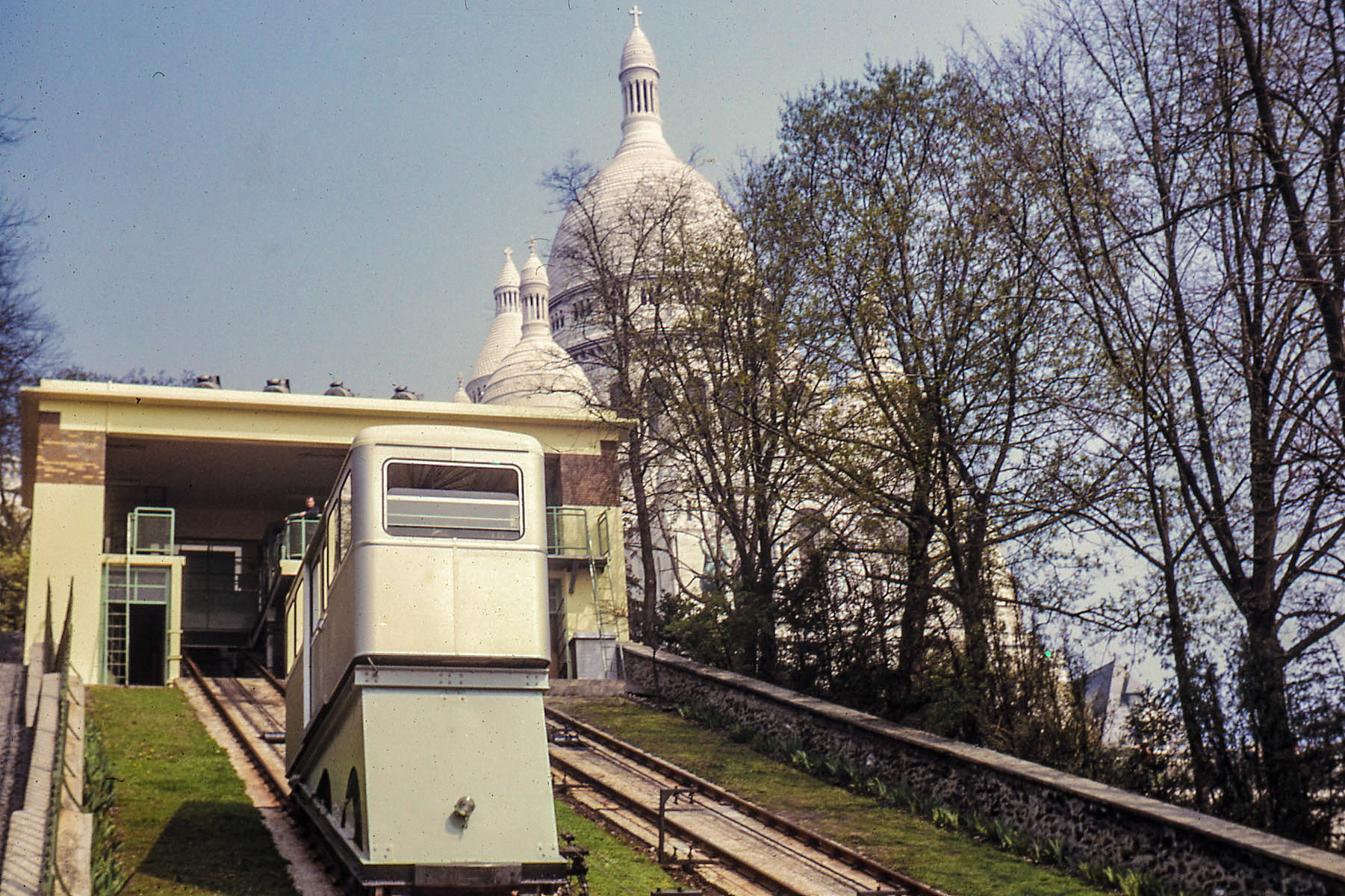
Voies et cabine.
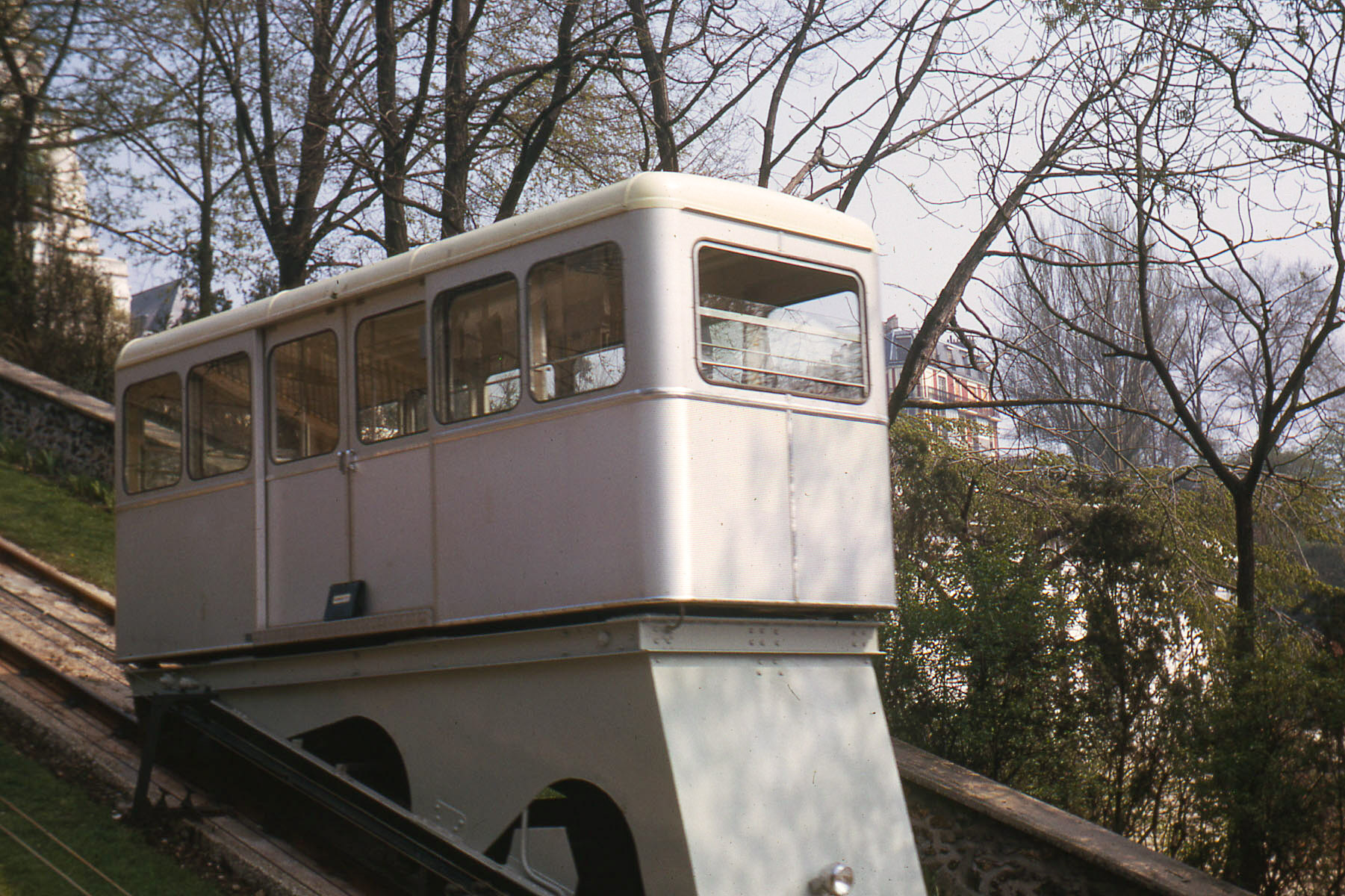
Cabine.

### 1991: seconde rénovation
Usé par cinquante-cinq années d'exploitation et transportant deux millions de voyageurs chaque année, le funiculaire doit être profondément rénové. Une idée originale est négociée par la RATP et la mairie de Paris : son prolongement via un tunnel jusqu'à la station de métro Anvers. Mais vu le coût élevé de la solution, cette idée est abandonnée.
La RATP le reconstruit donc entièrement en 1990 et 1991 sur le même modèle. Le trafic cesse totalement le 1er octobre 1990 ; il est remplacé momentanément par un renforcement du service de minibus, le Montmartrobus — ligne assurée depuis le 20 avril 2019 sous le numéro 40 —, entre la place Pigalle et le haut de la butte, en attendant la mise en service du nouveau funiculaire, le 5 octobre 1991. Les anciennes stations sont détruites et reconstruites sur les dessins de l'architecte François Deslaugiers en faisant largement appel au verre et à la transparence. Les travaux sont réalisés par Schindler, une société d'ascenseurs, et se montent à 43,1 millions de francs.

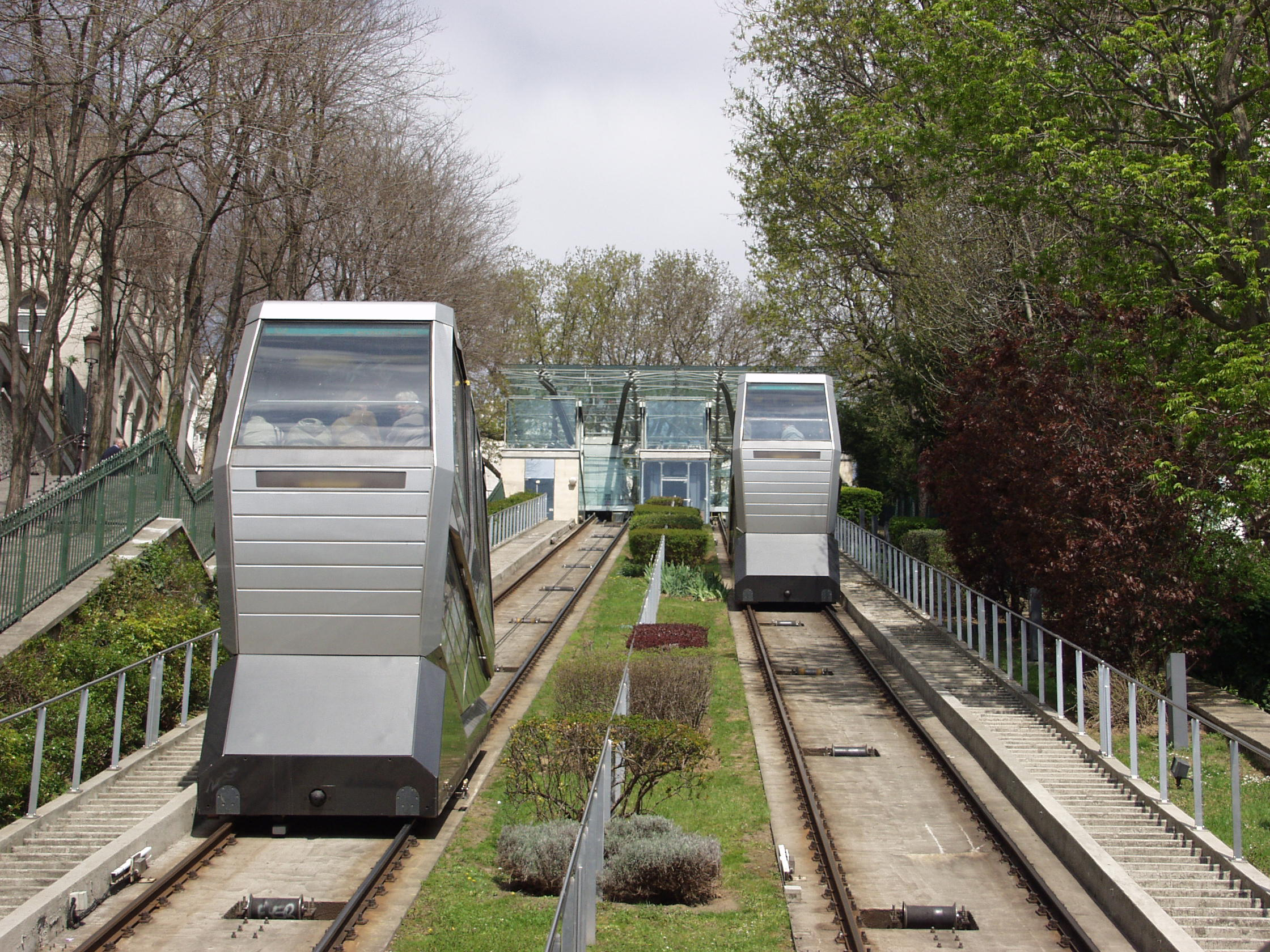
Voies et cabines du funiculaire depuis la seconde rénovation.

Depuis cette dernière rénovation, le funiculaire utilise la technologie d'un ascenseur incliné à traction électrique et n'est donc plus un funiculaire au sens propre : il ne fonctionne plus selon le traditionnel mouvement alternatif des funiculaires et permet par conséquent une capacité de transport accrue. La machinerie est restée à la station haute ; elle est composée de deux treuils Akros totalement indépendants entraînés par des moteurs de 130 kW. La masse d'une cabine est de six tonnes à vide et de dix tonnes à pleine charge. Elles disposent d'un frein de service, un de voie et un d'urgence. Les chariots et les châssis ont été conçus par Skirail, l'entraînement et les armoires électriques fabriquées par Poma.
L'exploitation est totalement automatisée : la présence et le nombre de voyageurs sont détectés par un système composé de balances électroniques situé dans le plancher des cabines et de radars dans les stations. Un ordinateur détermine alors le départ des cabines, indiqué aux voyageurs par un affichage en cabine. Selon la densité du flux de voyageurs, le choix est réalisé entre les deux vitesses possibles de circulation, de 2 ou 3,5 mètres par seconde. Des portes palières s'ouvrent uniquement en présence de la cabine afin d'accroître la sécurité, ressemblant en cela à la ligne 14 du métro. 

La station haute avec le Sacré-Cœur en arrière-plan.

Le 7 décembre 2006 à 17 h 50, une nacelle s'écrase en bas du plan incliné lors d'un test de freinage en charge effectué par la RATP, : le culot du câble de traction s'est rompu. L'interruption de service dès lors pose des problèmes croissants aux habitants et commerçants de la butte, les premiers perdant du temps à cause de la fréquence insuffisante du bus de remplacement et de sa surcharge, les seconds voyant leur chiffre d'affaires baisser sensiblement (20 à 30 % en moins par rapport au même mois de l'année 2006), les touristes devenant moins nombreux. Une des deux cabines a été remise en service le 30 juin 2007, l'autre le 2 août 2008.

## Aspects pratiques

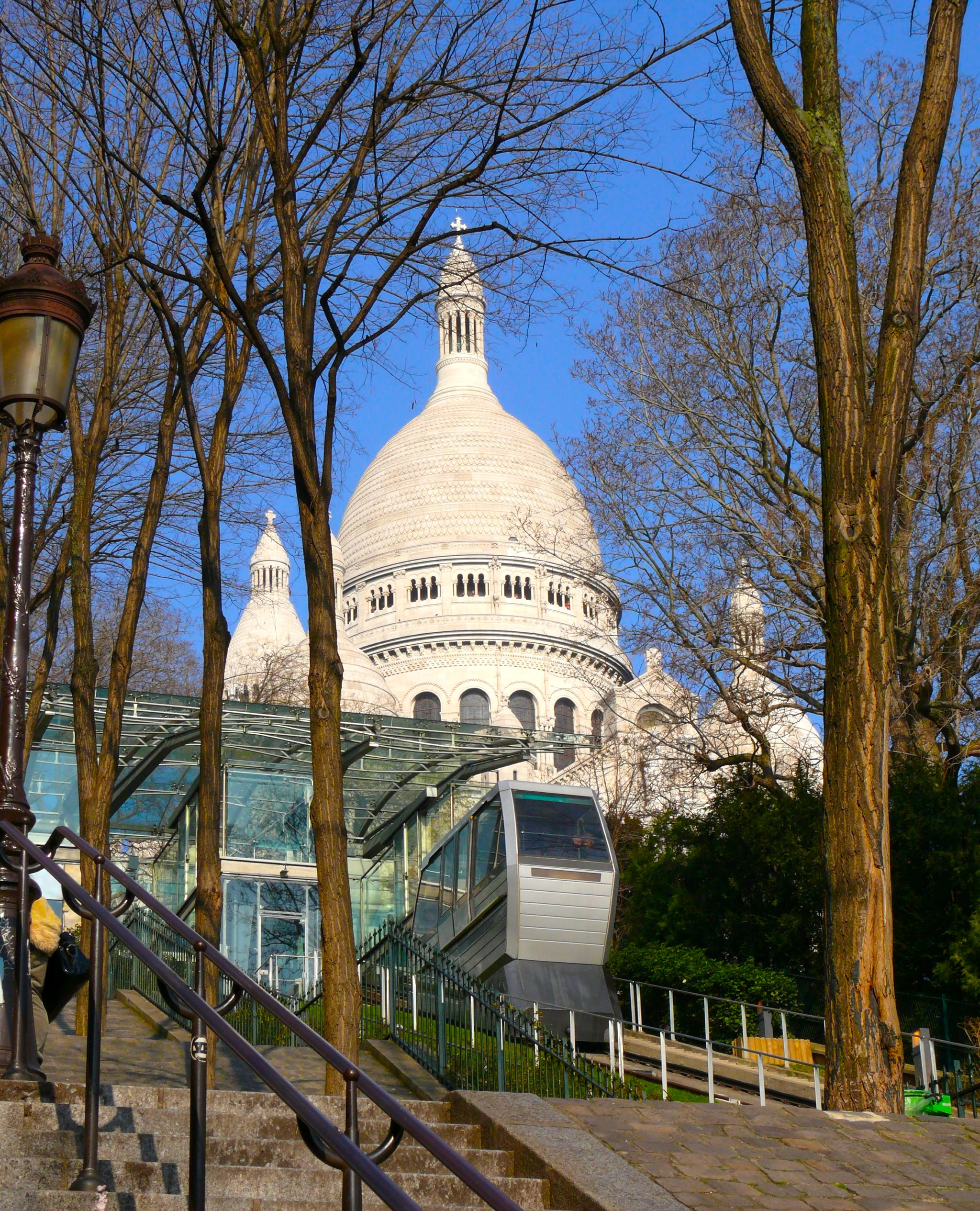
La station haute du funiculaire.

Le logo de la ligne, tel que représenté sur la signalétique de la RATP.

Le funiculaire est considéré comme faisant partie du réseau de métro, et possède donc une tarification similaire. Les deux stations, inférieure et supérieure, possèdent des portillons dotés de lecteurs de tickets magnétiques et de cartes Navigo. Elles permettent ainsi l'accès à tous les tarifs de la RATP, du ticket unitaire (ticket « métro-train-RER ») aux différents forfaits variables selon la durée des abonnements.
Une correspondance directe s'effectue avec le réseau de bus à la ligne 40, la seule à circuler sur la butte Montmartre, dont un arrêt se trouve rue du Cardinal-Dubois et offre une correspondance devant la station haute.
Deux stations de métro sont également situées à peu de distance à pied par la voie publique depuis la station basse du funiculaire : Anvers, sur la ligne 2, à environ 200 mètres au sud, et Abbesses, sur la ligne 12, approximativement à 350 mètres à l'ouest.
Cependant, le funiculaire est considéré comme une ligne spéciale ne correspondant pas aux règles tarifaires de correspondance du ticket « métro-train-RER », qui remplace le ticket t+ depuis le 1er janvier 2025 ; le voyageur venant du métro avec un ticket déjà validé doit utiliser un autre ticket identique pour l'emprunter. De même, un ticket validé sur le funiculaire ne peut pas être réutilisé dans le métro.
Les codes d'oblitération des stations basse et haute sont respectivement 31-02 et 31-03 (31 correspondant au secteur géographique : Pigalle), ou FUNB et FUNH.

## Financement
Le financement du fonctionnement de la ligne (entretien, matériel et charges de personnel) est assuré par la RATP. Cependant, les tarifs des billets et abonnements dont le montant est limité par décision politique ne couvrent pas les frais réels de transport. Le manque à gagner est compensé par l'autorité organisatrice, Île-de-France Mobilités, présidée depuis 2005 par le président du conseil régional d'Île-de-France et composé d'élus locaux. Elle définit les conditions générales d'exploitation ainsi que la durée et la fréquence des services. L'équilibre financier du fonctionnement est assuré par une dotation globale annuelle aux transporteurs de la région grâce au versement transport payé par les entreprises et aux contributions des collectivités publiques.

## Le funiculaire dans la culture

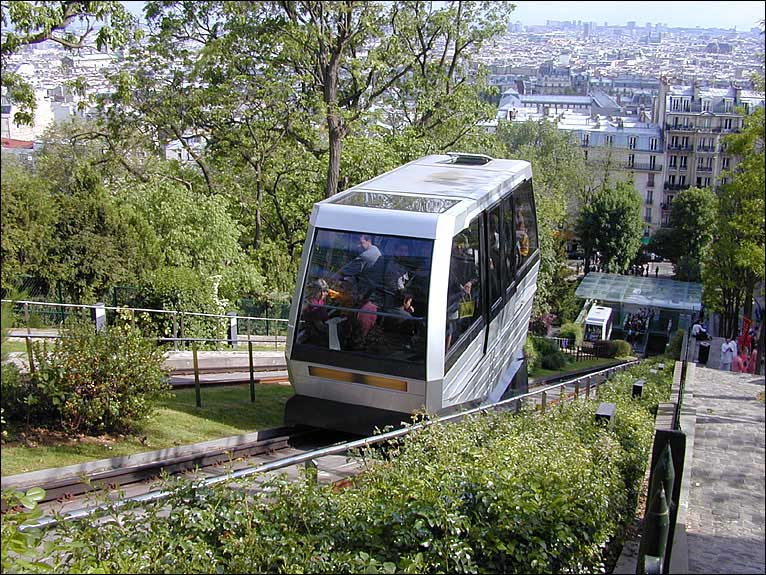
Une cabine descend à la station basse du funiculaire.

Le funiculaire est un élément essentiel du paysage parisien, et de ce fait, il apparaît en particulier dans de nombreux films et séries télévisées ayant Montmartre pour cadre. L'un des plus célèbres est Ripoux contre ripoux en 1990, avec Thierry Lhermitte et Philippe Noiret,, mais il apparaît également dans Les Randonneurs (1997), El Tourbini (2006) et Louise (take 2) (1998). Dans l'épisode-pilote de la série policière Capitaine Casta, diffusé en 2006, une course poursuite se déroule dans les escaliers de la rue Foyatier, parallèle au funiculaire ; le personnage interprété par Jean-Pierre Castaldi l'emprunte à la montée pour rattraper les fuyards. De même dans le film Une affaire d'État en 2009, Michel Fernandez (Thierry Frémont) fuit par les escaliers, poursuivi par Nora Chahyd (Rachida Brakni) qui prend le funiculaire.
En 1956, Melville ouvre son film Bob le flambeur par un travelling circulaire sur le quartier de Montmartre où se déroule l'action, dont une voix off dit ensuite que « c'est tout à la fois le ciel [plan sur la basilique du Sacré-Cœur] et... [vue en plongée sur le funiculaire qui descend, avec une musique de plus en plus grave] ...l'enfer [plan sur la place Pigalle] ».
En 1974, Rivette, dans son film Céline et Julie vont en bateau, montre au début Julie montant les escaliers à la poursuite de Céline qui a pris le funiculaire.
En 2011, le film d'animation Un monstre à Paris, avec les voix de Vanessa Paradis et de -M- dans les rôles principaux, présente aussi ce funiculaire dans une scène d'action à l'occasion de son inauguration ; l'histoire se passe alors pendant la crue de la Seine de 1910.

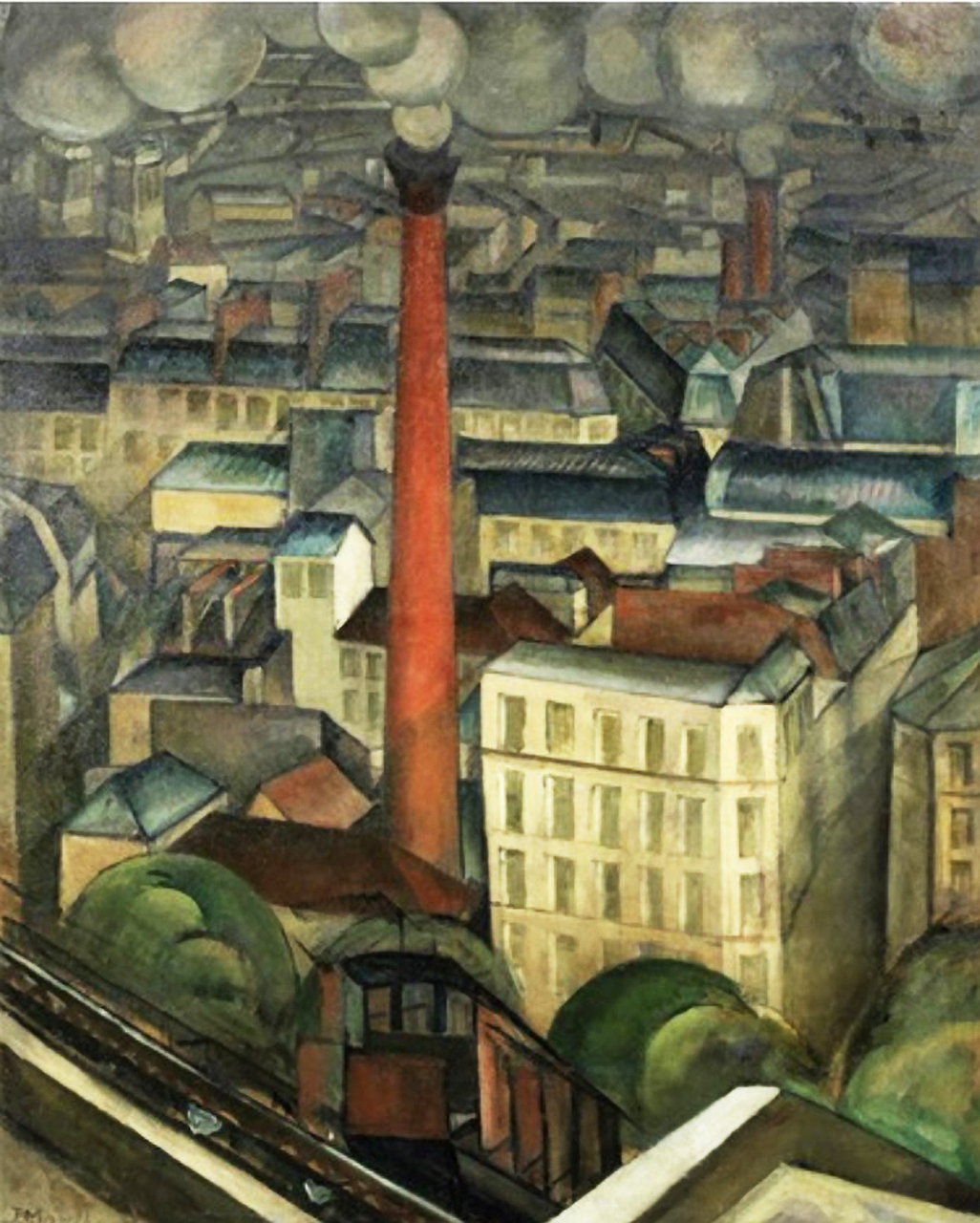
Jean Marchand, Funiculaire de Montmartre.

Le funiculaire de Montmartre figure par ailleurs dans une toile du même nom du peintre Jean Marchand (1883–1940), exposée au musée d'Art moderne de Paris. Il apparaît dans la littérature dans une nouvelle de Boileau-Narcejac nommée L’énigme du funiculaire, publiée en 1971 dans le recueil Manigances, mais aussi chez Jacques Charpentreau qui, dans un poème intitulé Le funiculaire de Montmartre, compare les cabines à deux frères contradictoires – « Quand l'un s'envole dans les airs / L'autre se précipite en bas / Et lan lan la ».
Il fait enfin une apparition dans Midnight Club II, un jeu vidéo sorti en 2003.
En octobre 2006, à la demande du site web la Blogothèque pour ses « Concerts à emporter », le chanteur Cali se produit dans une cabine du funiculaire, interprétant au milieu des voyageurs, le temps d'une montée, sa chanson La Fin du monde pour dans 10 minutes extraite de son album Menteur.
Le funiculaire est reproduit, aux côtés de la basilique du Sacré-Cœur, dans plusieurs parc de miniatures : France Miniature à Élancourt (où il a été ajouté à la basilique dans un second temps), Mini-Europe à Bruxelles.

## Projets de funiculaire en périphérie
Compte tenu de l'intérêt de la solution technique apportée par le funiculaire de Montmartre pour permettre le transport public de personnes sur des distances relativement faibles mais très pentues, des études ont été demandées à la RATP pour réaliser des systèmes comparables en périphérie, notamment à Issy-les-Moulineaux, dans le cadre de la restructuration du quartier du Fort d'Issy, ou pour relier la station du tramway de Meudon-sur-Seine et la gare de Bellevue, ce qui recréerait l'ancien funiculaire de Bellevue à Meudon, supprimé en 1934.